# Tulejnik amerykański
Tulejnik amerykański (Lysichiton americanus) – gatunek rośliny z rodziny obrazkowatych. Występuje na bagnach i w lasach nad strumieniami oraz zbiornikami w północno-zachodniej części Ameryki Północnej. Roślina ta, na obszarze naturalnego występowania, nazywana jest „kapustą skunksową” ze względu na charakterystyczny zapach wydzielany w czasie kwitnienia, przypominający woń wydzieliny skunksa. Zapach ten jest bardzo intensywny i trwały, łatwo wyczuwalny nawet w przypadku starych okazów zielnikowych. Zapach ten wabi owady zapylające – muchy i chrząszcze. Gatunek ten mimo podobieństwa morfologicznego i zapachowego jest łatwy do odróżnienia od innego przedstawiciela rodziny obrazkowatych występującego we wschodniej części Ameryki Północnej – skupni cuchnącej.

## Rozmieszczenie geograficzne

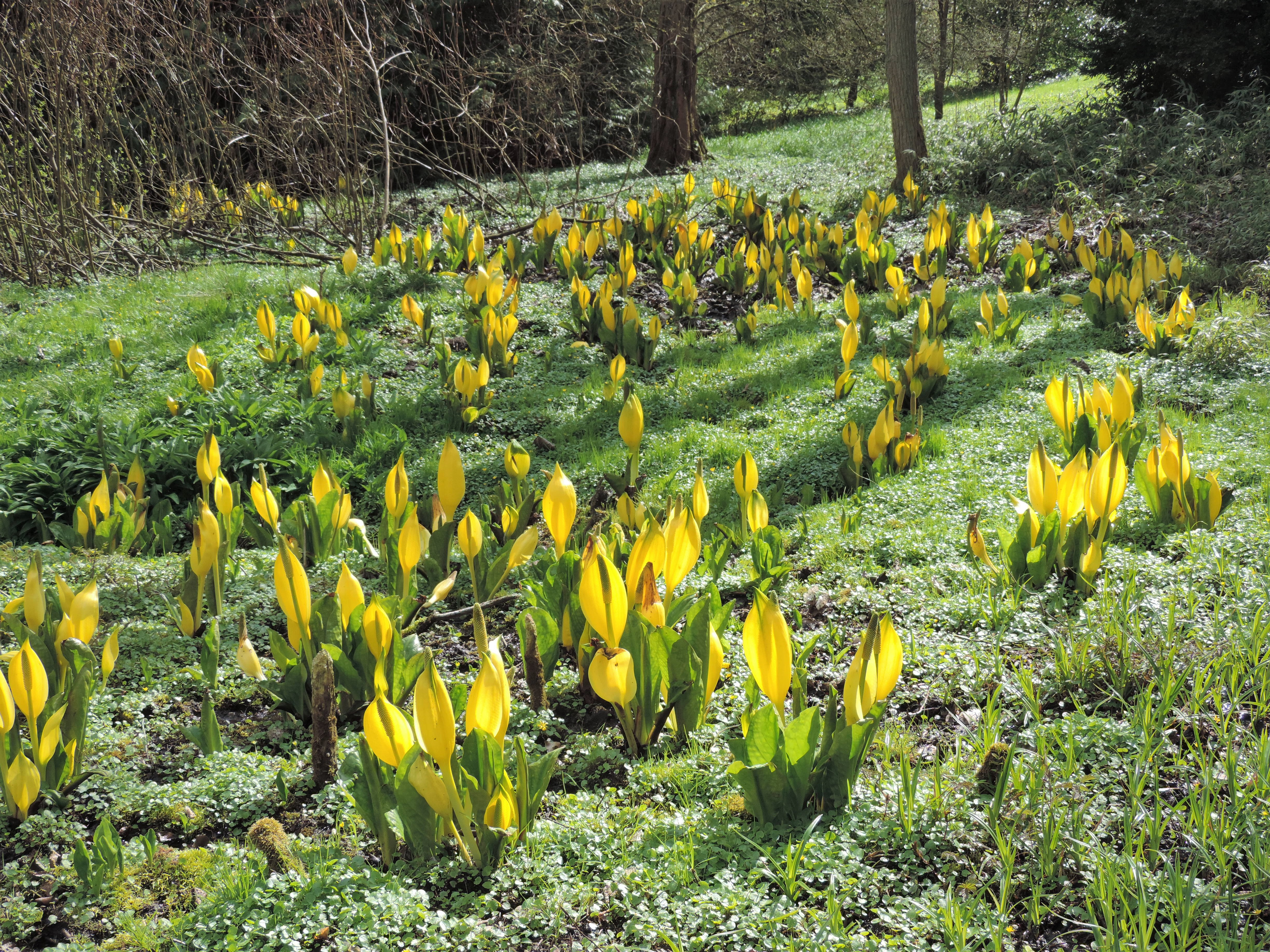
Tulejnik amerykański rosnący od lat 30. XX wieku w Przelewicach, zachodniopomorskie

Zasięg naturalny tulejnika amerykańskiego obejmuje obszar od wyspy Kodiak i Alaski na północy, poprzez Kolumbię Brytyjską, Waszyngton, Oregon i północną Kalifornię po hrabstwo Santa Cruz na południu. Izolowane populacje występują również w północno-wschodniej części stanu Waszyngton, a także w północnej części stanów: Idaho, Montanie i Wyoming.
Roślina została wprowadzona do uprawy w Wielkiej Brytanii, w 1901 roku, potem rozprzestrzeniła się spontanicznie, a następnie wytworzyła populacje trwałe w wyniku procesu naturalizacji, na terenach podmokłych w Wielkiej Brytanii i Irlandii, na przykład w Hampshire i Surrey, w tym w Wisley Gardens, oraz na północy i zachodzie Wielkiej Brytanii. 
W Polsce za pierwszą stabilną, rozmnażającą się wegetatywnie populację uznano stwierdzoną w 2020 roku w zarastającym stawie w Janowicach Wielkich. Z drugiej strony już w latach 80. XX wieku donoszono o populacji samorzutnie rozprzestrzeniającej się w lesie źródliskowym na terenie parku naturalistycznego założonego w latach 30. XX wieku w Przelewicach, współcześnie w granicach Ogrodu Dendrologicznego (gatunek wciąż się utrzymuje w tym obiekcie).
W 2016 r. został sklasyfikowany przez Unię Europejską jako szkodliwy gatunek inwazyjny, stwarzający zagrożenie dla Unii Europejskiej, analogicznie ujęty także w polskim prawie.

## Morfologia

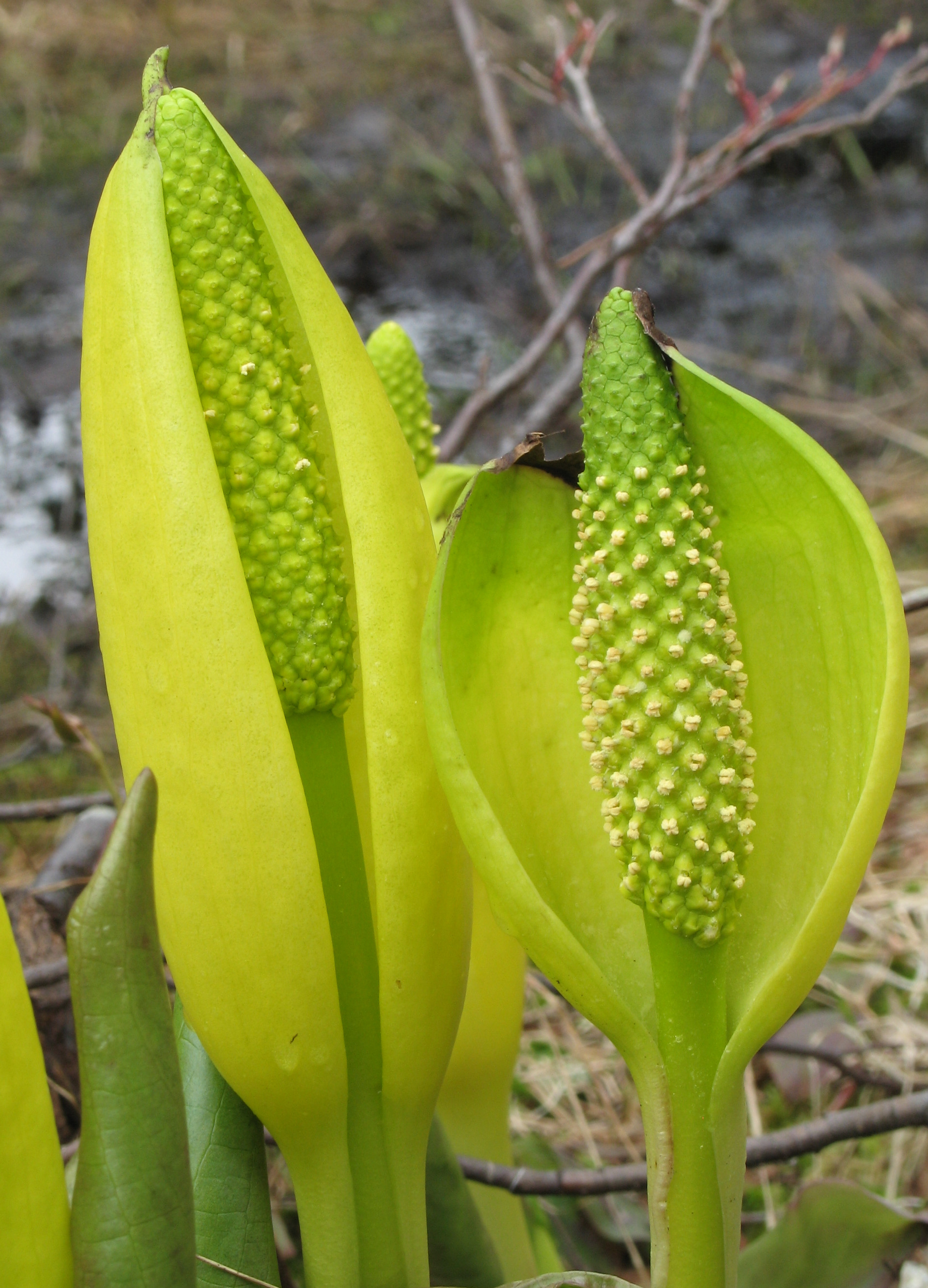
Kwiatostany

PokrójRoślina z mięsistymi kłączami o długości 30 cm lub dłuższych o średnicy od 2,5 do 5 cm. Z kłączy wyrastają rozety okazałych liści i białe korzenie.
LiścieOgonkowe (ogonek tęgi, o długości od 5 do 40 cm). Blaszka osiąga do 135 cm długości i do 70 cm szerokości. Nasada jest zwykle zbiegająca, wierzchołek tępy lub zaostrzony.
KwiatyZebrane w kwiatostany w postaci jasnożółtej lub żółtozielonej, prosto wzniesionej kolby o długości 7–12 cm osadzonej na 30–50 cm szypule. Kolba wsparta jest żółtą pochwą. Kwiaty są liczne. Jest to jedna z pierwszych roślin kwitnących późną zimą lub wczesną wiosną. W przeciwieństwie do rodzaju skupnia Symplocarpus, kwiaty gatunków Lysichiton nie wytwarzają ciepła, mimo istniejącej opinii. Poszczególne kwiaty składają się z czterolistkowego okwiatu, czterech pręcików, zwykle dwukomorowej zalążni zawierającej 1–2 zalążki.
OwoceJagody zawierające pojedyncze lub dwa nasiona o długości 5–11 mm i barwie szarobrązowej lub czerwonobrązowej. Jagody skupione są w owocostan o długości od 4 do 15 cm i  średnicy od 1,5 do 4 cm.

## Zastosowanie i uprawa
Gatunek był uprawiany jako ozdobna roślina ogrodowa w Wielkiej Brytanii i Irlandii, głównie na obszarach bagiennych. Od 2018 r. Royal Horticultural Society zaleca, aby go nie uprawiać. Bywa uprawiany w Polsce w ogrodach przydomowych.
Uprawiane są również mieszańce Lysichiton × hortensis (z tulejnikiem kamczackim L. camtschatcense) atrakcyjne ze względu na kolby (kwiatostany), które są większe w porównaniu do gatunków rodzicielskich.
Korzenie tulejnika są pokarmem dla niedźwiedzi, które jedzą je po hibernacji jako środek przeczyszczający. Roślina ta była używana przez rdzennych mieszkańców Ameryki Północnej jako lek do opatrywania ran, obrzęków oraz oparzeń. W czasie głodu wykorzystywany jako pokarm, zjadano prawie wszystkie części. Liście mają nieco pikantny lub pieprzny smak. Należy zachować ostrożność przy przygotowywaniu „kapusty skunksowej” do spożycia, ponieważ zawiera ona kryształy szczawianu wapnia, które powodują uczucie mrowienia na języku i gardle i mogą powodować podrażnienie jelit, a nawet śmierć, jeśli są spożywane w dużych ilościach. Chociaż roślina zwykle nie była częścią diety w normalnych warunkach, jej duże, woskowe liście były ważne dla przygotowania i przechowywania żywności. Powszechnie stosowano je do uszczelniania koszy jagodowych i do owijania łososi i innych potraw po upieczeniu pod ogniem. Służy również do leczenia ran i obrzęków.

## Zobacz też

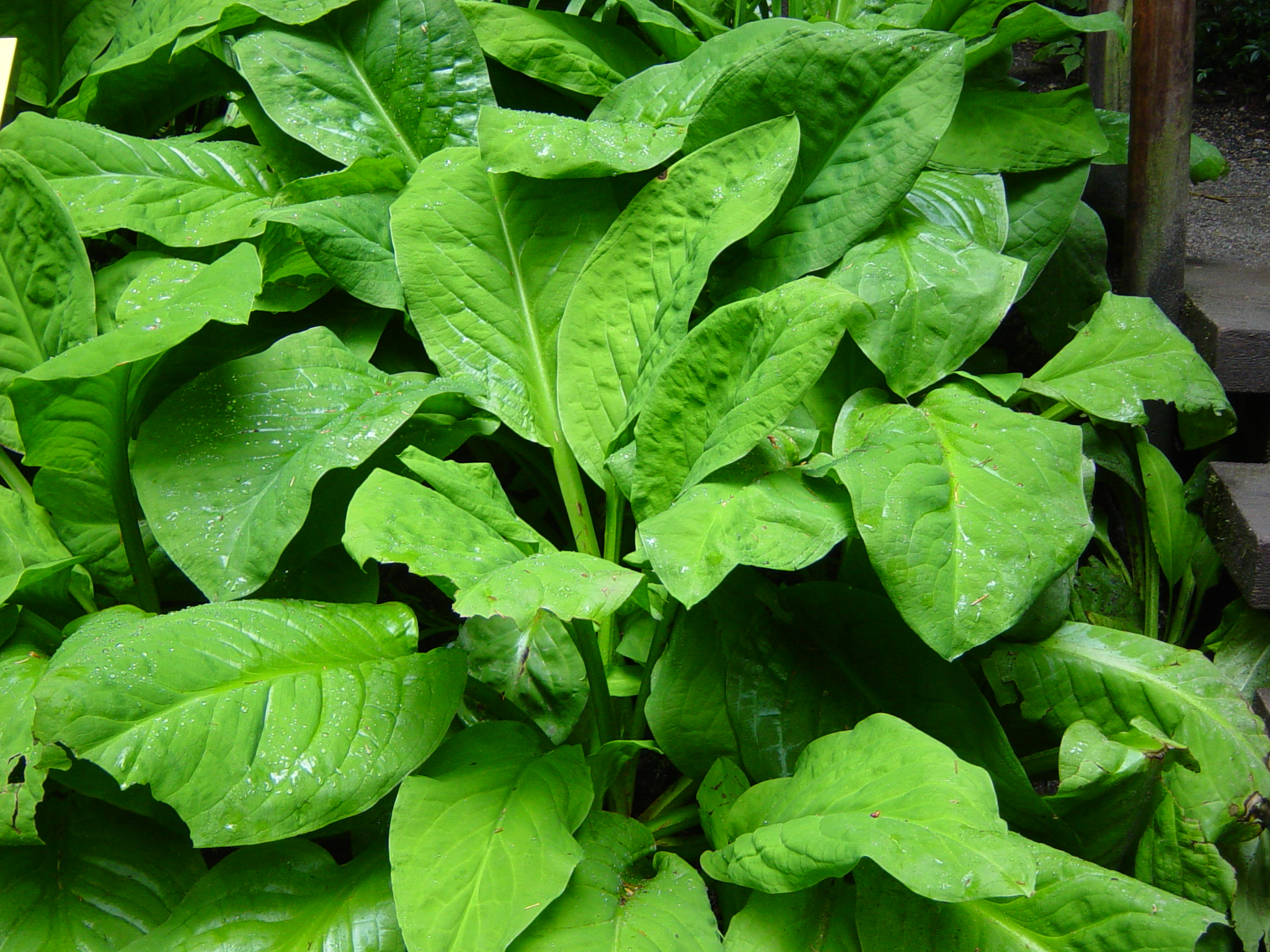
Liście tulejnika amerykańskiego